# Örenäs gård
Örenäs gård är en gård i Glumslövs socken i Landskrona kommun.
Grevinnan Elsa Hamilton, född Wachtmeister af Johannishus (1880-1972), köpte Örenäs gård 1938 sedan hennes man Adolf Axel Hamilton på Barsebäck avlidit 1936, och flyttade från Barsebäck till Örenäs gård.
Örenäs gård blev därefter känt för en berömd och ofta sedd gäst på gården under andra världskriget, nämligen Elsa Hamiltons vän Amelie Posse. Hon hade tillbringat det mesta av sin barndom på Maryhill, som var en 1918 riven villa ovanför Ålabodarna sedan Örenäs slott uppförts på samma fastighet. Amelie Posse hade återkommit till Sverige i mars 1939, sedan Tyskland tågat in i Tjeckoslovakien. Hon var författare och journalist. Hon var också en av de mest kända aktiva antinazisterna i Sverige under andra världskriget. Hon startade bland annat Tisdagsklubben, och bedrev under krigsåren i Sverige verksamhet för att rädda judar undan Förintelsen.